# Julius Jenkins
Julius Jenkins (* 10. Februar 1981 in Fort Lauderdale, Florida) ist ein ehemaliger US-amerikanischer Basketballspieler.

## Karriere
Als Jenkins 2003 seinen Abschluss an der Georgia Southern University absolviert hatte, wechselte er zu RCE Falke Nürnberg in die 2. Basketball-Bundesliga Süd und begann somit seine professionelle Basketballkarriere. In seiner ersten Saison in Deutschland erzielte er 22,5 Punkte pro Spiel und etablierte sich als einer der besten Offensivspieler der Liga. Seine zweite Saison endete noch erfolgreicher, als er 27,1 Punkte pro Spiel erzielte und schließlich zum wertvollsten Spieler der 2. Basketball-Bundesliga ernannt wurde.
Durch seine starken Leistungen wurden finanzstärkere Clubs auf ihn aufmerksam, welche ihm besserbezahlte Verträge und auch die Möglichkeit in europäischen Wettbewerben mitzuspielen boten. Somit wechselte er 2005 nach Belgien zu Euphony Bree. Mit der Mannschaft nahm er auch am ULEB Eurocup teil. In der belgischen Liga erzielte er 18,4 Punkte pro Spiel, im Eurocup 17,8 Punkte.
Nach seiner Saison in Belgien kehrte er in die Basketball-Bundesliga zurück und unterschrieb einen Vertrag bei Alba Berlin. Mit Berlin gewann er im Jahre 2008 die Deutsche Meisterschaft, 2009 den Pokal, und erreichte 2010 das Endspiel des Eurocups. Auch individuell konnte er überzeugen und wurde 2008 zum All-Star Game MVP, 2008 und 2010 zum Spieler des Jahres der BBL, und 2008, 2009 und 2010 zum besten Offensivspieler der Basketball-Bundesliga ernannt. Sowohl im Euro- und dem früheren ULEB Cup als auch in der Euroleague konnte Jenkins mit zweistelligen Punktausbeuten überzeugen. Mit insgesamt 4.154 Punkten in 272 Spielen setzte er sich hinter Wendell Alexis und Henrik Rödl auf den dritten Rang der ewigen Korbjägerliste von Alba Berlin.
Nach fünf Jahren entschied sich Alba Berlin, den Vertrag mit ihm nicht zu verlängern, und so unterschrieb er einen Vertrag über zwei Jahre bei Brose Baskets Bamberg. Diesen Vertrag erfüllte Jenkins jedoch nicht und wechselte 2012 zu den EWE Baskets Oldenburg. Sein letzter Vertrag dort endete 2015 und enthielt die Option für eine Verlängerung um ein weiteres Jahr, die von Vereinsseite nicht gezogen wurde.
Nachdem Jenkins während der Saison 2015/16 für KK Budućnost VOLI aus Montenegro aktiv gewesen war, kehrte er zur Folgesaison nach Deutschland zurück: Bundesliga-Aufsteiger Science City Jena vermeldete im August 2016 seine Verpflichtung. Nach dem Abstieg des Vereins 2019 wurde sein Vertrag nicht verlängert. Bis März 2020 stand Jenkins mit 934 auf dem ersten Platz der Liste der Bundesliga-Spieler mit den meisten erzielten Dreipunktwürfen, ehe er von Rickey Paulding überholt wurde.
Jenkins ist verheiratet und hat zwei Töchter und einen Sohn.

## Erfolge und Auszeichnungen
- NCAA: Second Team All-SoCon (Southern Conference)(2001)
- NCAA: Second Team All-Tournament SoCon (Southern Conference)(2003)
- Spieler des Jahres der 2. Basketball-Bundesliga (2005)
- 5× All-First-Team der BBL (2007, 2008, 2009, 2010, 2011)
- BBL All-Star Game MVP, Bester Spieler der BBL-Finalserie (2008)
- 2× Spieler des Jahres der Bundesliga (2008, 2010)
- 3× Bester Offensivspieler der BBL (2008, 2009, 2010)
- 3× Deutscher Pokalsieger: 2009 (mit Alba Berlin), 2012 (mit den Brose Baskets Bamberg), 2015 (mit den EWE Baskets Oldenburg)
- 2× Deutscher Meister: 2008 (mit Alba Berlin), 2012 (mit den Brose Baskets Bamberg)